# Muséum d'histoire naturelle de Nîmes
Pour les articles homonymes, voir Muséum d'histoire naturelle et MHNN.
Le muséum d'histoire naturelle de Nîmes est un musée de la ville de Nîmes, dans le département du Gard et la région Occitanie. Il s'agit de l'un des deux muséums du Languedoc. Il se classe au sixième rang national pour la richesse de ses collections.

## Historique
Inauguré en 1895 et installé autour d'un cloître et d'une chapelle classée du XVIIe siècle, il couvre tous les domaines des sciences de l'homme et de la nature. Quatre thématiques sont présentées au public : la préhistoire, la géologie, l'ethnographie et la zoologie.
Aujourd'hui, le muséum d'histoire naturelle de Nîmes regroupe trois entités : le muséum d'histoire naturelle, le planétarium et l'École de l'ADN. Les expositions temporaires et les nombreux ateliers pédagogiques et scientifiques font du site nîmois un haut lieu de la culture scientifique régionale.

## Collections
Le muséum de Nîmes possède des collections de zoologie (mammifères, oiseaux, poissons, arthropodes), de préhistoire locale (du Moustérien à l'âge du bronze), de l'ethnologie, et de géologie. Ces collections ont été fondées à partir des collections de savants locaux des XVIIIe et XIXe siècles comme J.F Séguier, Émilien Dumas, Jean Crespon, etc. Les objets d'ethnologie ont été rapportés entre la fin du XIXe siècle et les années 1930. Ils couvrent l'Afrique, l'Océanie et l'Asie (non exposée).
La salle d'ethnologie a été ouverte dans ces années 1930 et la volonté des conservateurs successifs a été de garder la salle comme un musée dans le musée. Il y a aussi quelques objets d'ethnologie locale. Les salles de zoologie et de Préhistoire ont été rénovées ; celle de zoologie présente les animaux de la salle selon la phylogénie. La salle de Préhistoire (au RdC) a été rénovée en 2016.
Enfin, les expositions temporaires se déroulent dans une galerie voisine sur le boulevard Amiral-Courbet, la galerie Jules-Salles ; elles sont payantes (gratuites sous conditions). Elles abordent des thèmes variés et actuels (la biodiversité, l'homme de Néandertal, prochainement "Préhistoire l'enquête") et sont l'occasion pour l'équipe du Muséum de sortir des éléments des réserves.

## Fréquentation
| 2001   | 2002   | 2003   | 2004   | 2005   | 2006   | 2007   | 2008   | 2009   | 2010   | 2011   | 2012   | 2013   | 2014   | 2015   | 2016   |
| ------ | ------ | ------ | ------ | ------ | ------ | ------ | ------ | ------ | ------ | ------ | ------ | ------ | ------ | ------ | ------ |
| 32 266 | 29 212 | 24 376 | 26 995 | 36 281 | 45 341 | 60 504 | 50 329 | 58 591 | 65 417 | 49 958 | 45 784 | 53 809 | 37 294 | 35 716 | 39 595 |

## Conservateurs
| Identité                          | Période | Période | Durée  |
| Identité                          | Début   | Fin     | Durée  |
| --------------------------------- | ------- | ------- | ------ |
| Stanislas Clément (d)             | 1895    | 1902    | 7 ans  |
| Galien Mingaud (d) (1854 - 1912)  | 1902    | 1912    | 10 ans |
| Gustave Cabanès (d) (1864 - 1944) | 1912    | 1923    | 11 ans |
| Emmanuel Passemard (1874 - 1946)  | 1940    | 1944    | 4 ans  |
| Paul Marcelin (d) (1886 - 1973)   | 1944    | 1959    | 15 ans |
| Jacqueline Jeantet (d)            | 1995    | 1997    | 2 ans  |
| Luc Gomel (d)                     | 1997    | 2004    | 7 ans  |
| Adeline Rouilly (d)               | 2004    |         |        |

## La Société d'étude des sciences naturelles de Nîmes et du Gard
Le muséum abrite le siège de la Société d'étude des sciences naturelles de Nîmes et du Gard (SESNNG), fondée le 17 novembre 1871 par Gabriel Féminier. Elle publie depuis 1873 un Bulletin. Elle est à l'origine du muséum en 1895.
Ses présidents sont successivement :
- Pompeu Rahola,
- Adeline Tardieu-Rouilly,
- Marie-Anne Gayraud[Depuis quand ?].
- Daniel Kania